# Orthogrammica plumbeonitens
Orthogrammica plumbeonitens är en fjärilsart som beskrevs av George Francis Hampson 1926. Orthogrammica plumbeonitens ingår i släktet Orthogrammica och familjen nattflyn. Inga underarter finns listade i Catalogue of Life.